# Historia Łańcuta
Ten artykuł przedstawia historię miasta Łańcuta i zamku Lubomirskich w Łańcucie.
Łańcut w ciągu całej swojej 650-letniej historii rzadko zmieniał właścicieli. Najpierw przez 200 lat był w rękach znacznego rodu – Pileckich, potem dość krótki okres przeżył jako własność Stadnickich herbu Szreniawa, by wrócić do świetności, jako rezydencja magnacka Lubomirskich przechodząc później naturalną koleją rzeczy w spadku na spokrewnionych z nimi Potockich.

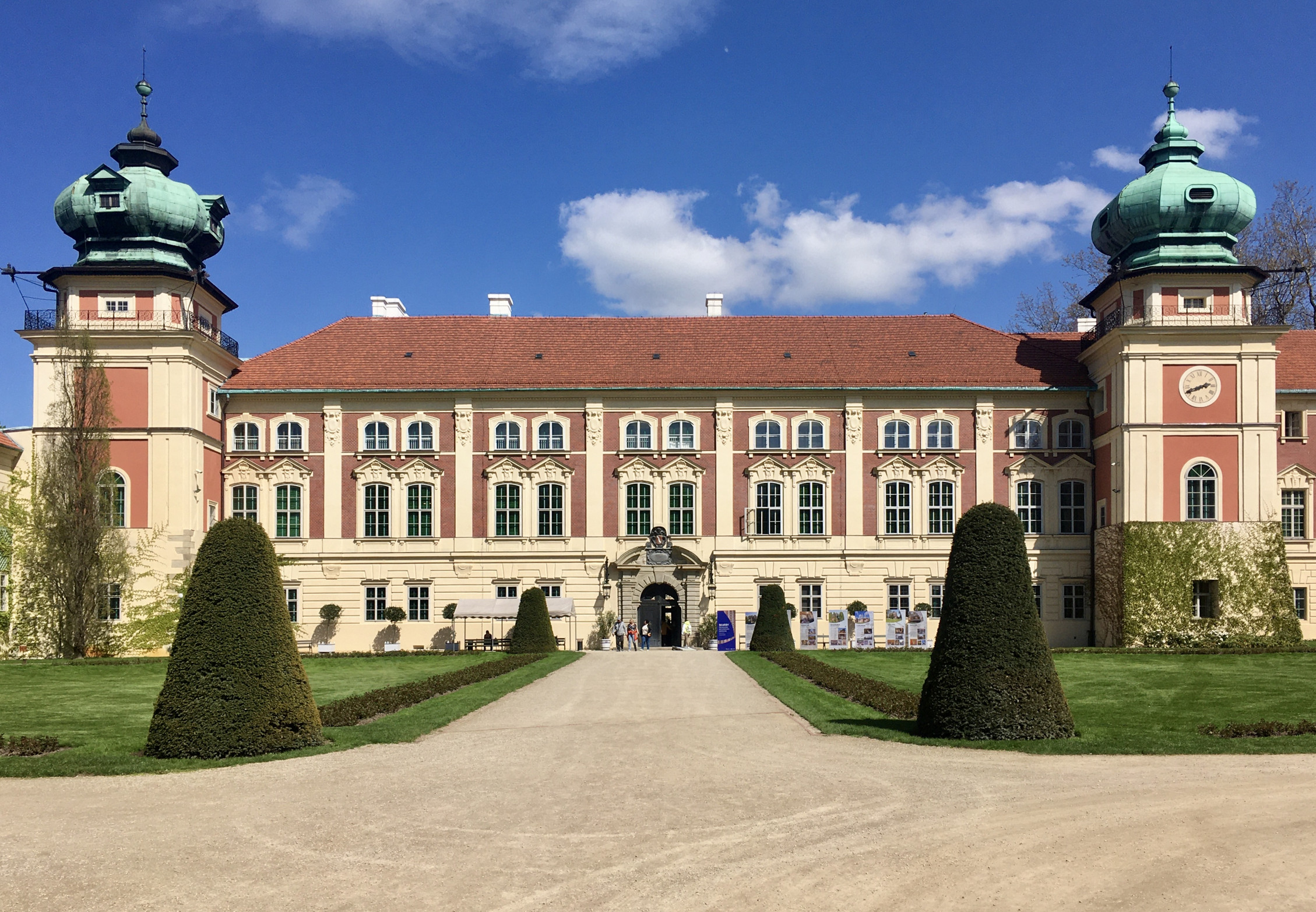
Zamek w Łańcucie

Zamek powstał w obecnym miejscu i kształcie w pierwszej połowie XVII wieku, gdy miasto zostało zakupione przez Lubomirskich. Od tego czasu był przez kolejne pokolenia rozbudowywany i upiększany, przechodząc po drodze również kilka znacznych i udanych przebudów. Powstały również kolejne budynki a tereny fortyfikacji ziemnych zamieniono na ogrody. Z czasem Łańcut stał się jedną z najbardziej znaczących rezydencji arystokratycznych w skali całej Europy.
Samo miasto natomiast, choć zawsze ożywione, leżące na ważnym szlaku komunikacyjnym i handlowym, a dodatkowo pobudzane gospodarczo obecnością zamku, żyło jednak w jego cieniu.

## Okres I – czasy rodu Pileckich
Badania archeologiczne potwierdzają ciągłość procesu osadniczego na tym terenie od okresu kultury łużyckiej.
Miasto założone przez króla Kazimierza Wielkiego. Lokacja miasta na prawie magdeburskim nastąpiła prawdopodobnie w 1349 roku lub nieznacznie później (data erygowania parafii pw. św. Barbary). Król sprowadził tu kolonistów niemieckich z miejscowości Landshut (= strażnica kraju). W XV wieku wybudowano tu zamek początkowo drewniany, który do XVI wieku dawał odpór najazdom tatarskim. Historyczne nazwy miasta Landshut, Lanczuth (1375), Landssuth (1381), Lanchth (1384), Lanczuth (1494). W pobliżu Łańcuta założono w roku 1450 niem. wieś Helwigau. Ludność niemiecka z okolic Łańcuta i Albigowej zachowała swoją odrębność językową do I. poł. XVIII wieku.
Pierwszy okres dziejów miasta, od połowy XIV w. do roku 1586 związany jest z rodem Pileckich, do których należały dobra łańcuckie. Miasto od początków swojego istnienia przeżywało rozkwit gospodarczy pomimo wielokrotnych najazdów, bądź przemarszów obcych wojsk. Dodatkowo pozycja Pileckich powodowała, że dwór łańcucki (znajdujący się w miejscu dzisiejszego probostwa) był często odwiedzany przez znaczących gości.
Dobra łańcuckie były we władaniu rodziny Pileckich właśnie od czasów Kazimierza Wielkiego. Przypuszcza się, że Otton z Pilczy Pilecki herbu Topór otrzymał Łańcut od króla za zasługi, w trakcie sprawowania urzędu starosty ruskiego, a więc przed 1369 rokiem.
Jednak pierwszym pewnym dokumentem potwierdzającym istnienie Łańcuta jest dokument nadania przez Ottona z Pilczy pobliskiej wsi Kraczkowa z 1369 roku (znajdujący się obecnie w Archiwum Państwowym Ukrainy w Kijowie). Nazwa Łańcut występuje też w bulli papieża Grzegorza XI z 1378 roku wymieniającej miasto jako siedzibę konwentu braci dominikanów.
Znany jest również statut z 1406 roku nadany łańcuckim czeladnikom tkackim, na którym widnieje pieczęć radziecka Miasta Łańcuta przedstawiająca św. Michała zabijającego smoka – godło to przetrwało wieki i stało się herbem miasta.
Jedna z pierwszych właścicielek Łańcuta – Jadwiga Pilecka, była matką chrzestną Władysława Jagiełły, który w Łańcucie był częstym gościem (m.in. właśnie tam król spotkał się z wielkim księciem litewskim przed wyprawą na zakon krzyżacki w 1410 roku). Jej córka, Elżbieta, trzykrotna wdowa, wyszła za Jagiełłę za mąż i w 1417 roku koronowano ją w katedrze na Wawelu jako królową Polski.
W roku 1439 kolejny właściciel Łańcuta, Jan Granowski (później przyjął nazwisko matki – Pilecki) gościł tu wracającego ze zjazdu w Łucku cesarza, Zygmunta Luksemburskiego. Odbywały się tu również zjazdy deputowanych miast ruskich.
W 1509 roku gościł tu król Zygmunt Stary. Podejmował go Stanisław Pilecki.
Jego syn stał się zwolennikiem reformacji i na ok. 100 lat Łańcut stał się jednym z ważniejszych ośrodków kalwinizmu w Rzeczypospolitej.
Kolejny dziedzic, też Krzysztof, zapisał łańcuckie dobra swojej żonie Annie, która wymieniła je za długi w 1586 roku ze Stanisławem Stadnickim ze Żmigrodu – zwanym później „diabłem łańcuckim”.

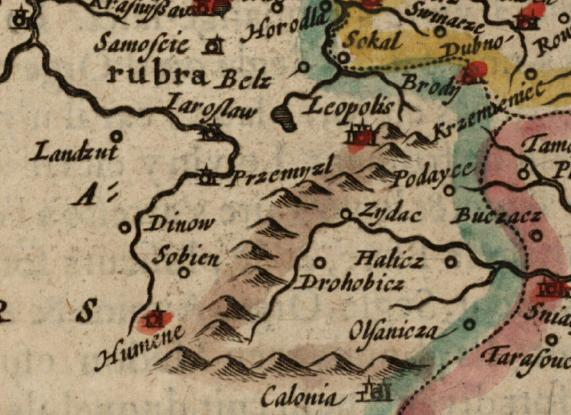
Sobień, Dynów i Łańcut (Landzut) na mapie Mercatora, wydanie z roku 1634, Antwerpia

## Okres II – dobra własnością rodziny Stadnickich
Drugi, najkrótszy dla miasta okres to lata 1586–1628.
Stanisław Stadnicki, zwany „Diabłem Łańcuckim”, uważany do dziś za jednego z największych awanturników w dziejach Rzeczypospolitej, był początkowo wielce zasłużonym dla korony rotmistrzem. Brał udział w wyprawie Stefana Batorego na Gdańsk i Carstwo Rosyjskie. Urażony, że jego wyczyny nie zostały docenione wyjechał na Węgry, gdzie w wojsku cesarza Rudolfa II walczył przeciw Turkom. Później popierał starania arcyksięcia Maksymiliana o koronę polską i przez jakiś czas przebywał na Śląsku. Stamtąd przyjechał do Małopolski i wsławił się wieloma napaściami na dwory i miasteczka oraz ich grabieżami.
Z Łańcuta Stadnicki wiódł prywatne wojny z sąsiadami, napadł na Rzeszów Mikołaja Spytka Ligęzy, niszczył dobra ormiańskiego uszlachconego rodu Korniaktów, którym był winien pieniądze, prowadził też regularną wojnę ze starostą leżajskim, Łukaszem Opalińskim. Wojna ta trwała 3 lata. Został zabity w 1610 r. Na dobra najechał teraz Łukasz Sienieński, spadkobierca Anny Pileckiej. Wypędził stąd wdowę pod Stadnickim i jego dzieci. Jednak po kilku miesiącach Anna Stadnicka przy pomocy kasztelana trockiego, Antoniego Chodkiewicza odbiła swoje włości.
Za czasów Stanisława Stadnickiego dwór oraz samo miasto zostały zrujnowane. Jego synowie zbudowali nową siedzibę już poza granicami miasta – w nowym miejscu, na wzgórzu, gdzie wznosi się obecny zamek. Ostatecznie jednak, w roku 1628 młodszy z synów sprzedał zadłużone dobra Stanisławowi Lubomirskiemu.
W roku 1632 Szymon Starowolski w dziele Polonia: zanotował „Następnie idzie Łańcut (...) i Rzeszów (...); mleka tu i płócien lnianych wielka jest zwykle obfitość, ponieważ wioski na całym tym obszarze zamieszkują potomkowie niemieckiego plemienia, wzięci na jakiejś wojnie przez Kazimierza Wielkiego, króla Polski, lub sprowadzeni z Saksonii, z dziećmi i żonami, aż w te okolice. Ci przeto o bydło i uprawę lnu troszczą się wielce i w porze jarmarków tak do innych okolicznych miast wymieniane towary zwożą na sprzedaż, jak przede wszystkim do Rzeszowa i Jarosławia.

## Okres III – czasy rodu Lubomirskich, powstanie zamku i rezydencji magnackiej
Matką wojewody krakowskiego i wielkiego marszałka koronnego Stanisława Lubomirskiego była Anna z Ruszczy Branicka, a on sam ożenił się Zofią Ostrogską, wojewodzianką wołyńską. Dzięki temu stał się właścicielem w sumie 18 miast, 315 wsi i 163 folwarków, a były to czasy tworzenia się fortun magnackich poprzez konsolidację majątków – najczęściej na drodze umów małżeńskich. Od cesarza Ferdynanda III otrzymał natomiast tytuł księcia Świętego Cesarstwa Rzymskiego. Ze swych dóbr wypędził wyznawców kalwinizmu, a że Łańcut znalazł się pośrodku nich, postanowił uczynić zeń swą rezydencję, silnie ją obwarowując przed spodziewaną nawałnicą turecką.
W latach 1629–1641 wybudowano od podstaw obecną bryłę zamku z wieżami w narożach oraz otaczający zamek system fortyfikacji ziemnych. Było to typowe w tamtych czasach założenie urbanistyczne typu pallazzo in fortezza. Prace budowlane nadzorował Włoch Matteo Trapola, a roboty sztukateryjne wykonał m.in. inny Włoch Giambattista Falconi. Wykorzystano także wzory budowy twierdz holenderskich.
Za panowania na zamku kolejnego z Lubomirskich, Jerzego Sebastiana, okazało się, że jest on twierdzą nie do zdobycia. Nie uległa ona ani Szwedom, ani wojskom Jerzego II Rakoczego z Siedmiogrodu podczas potopu szwedzkiego. Gromadzone w niej zapasy żywności miały wystarczyć ponoć aż na 3 lata. Samo miasto zostało jednak po raz kolejny splądrowane i zniszczone.
Wkrótce Jerzy Sebastian Lubomirski, spodziewając się jeszcze gorszego, przystąpił do wzmocnienia fortyfikacji. Wykonywał te prace Tylman z Gameren, Holender, jeden z najwybitniejszych cudzoziemskich architektów, jacy kiedykolwiek pracowali w Polsce.
W tym też czasie Lubomirscy zaczęli odgrywać znaczącą choć kontrowersyjną rolę w dziejach Rzeczypospolitej, a Łańcut stał się miejscem wydarzeń wpływających na bieg historii. Tu w 1656 r. została zawiązana konfederacja generalna popierająca króla Jana Kazimierza, chociaż wcześniej Jerzy Sebastian walczył przeciwko niemu, a i później wzniecił antykrólewski rokosz.
Za panowania jednego z następnych właścicieli, Franciszka Drususa Lubomirskiego, w 1704 r. gościł na zamku król August II Mocny i tu ogłoszono manifest przeciwko Szwedom i Stanisławowi Leszczyńskiemu.
Kilkakrotnie zmieniał też polityczne fronty bratanek Franciszka, Teodor Konstanty, co doprowadziło m.in. do oblężenia zamku przez Rosjan (1706). Teodor popełnił mezalians żeniąc się z byłą żoną krakowskiego kupca, Elżbietą Kristiczową de Culler-Cumings (Szkotką). Być może to oraz trudny, impulsywny charakter sprawiły, że choć chciał, nie miał szans wygrać kolejnej elekcji na króla Polski. Zwano go złośliwie księciem diabelskich ciemności. Jego największą zasługą dla kultury polskiej było to, że przyjaźnił się ze Stanisławem Konarskim i łożył duże środki na założone przezeń Collegium Nobilium.
Po jego śmierci, w wyniku burzliwych, choć krótkotrwałych wydarzeń, właścicielem dóbr łańcuckich został w 1745 r. jego bratanek – Stanisław Lubomirski. Jego matką była Teresa z Mniszchów, on sam natomiast ożenił się w 1753 r. z Izabelą Elżbietą Czartoryską – późniejszą wieloletnią właścicielką Łańcuta, która przeżyła męża o 33 lata i miała ogromny wpływ na wygląd rezydencji i toczące się w niej życie.

## Okres IV – czasy księżnej Izabeli z Czartoryskich Lubomirskiej – przemiana zamku w pałac
Izabela Czartoryska wniosła w posagu 400 tys. zł polskich oraz bogate dobra na Podolu, Podlasiu i w woj. sandomierskim. Lubomirskiemu przypadła też wkrótce połowa dóbr starokonstantynowskich na Wołyniu liczących ok. 600 miast i wsi. Ród stanął u szczytu swej potęgi. Trudno się więc dziwić, że zamek i jego otoczenie poddane zostały przebudowie na miarę czasów.
Z najważniejszych poczynionych wówczas inwestycji odnotować warto przede wszystkim założenie ogrodu włoskiego, zwierzyńca i tzw. folwarku na miejscu fortyfikacji. Reszta planów nie została chwilowo zrealizowana, jako że Stanisław Lubomirski był zwolennikiem konfederacji barskiej, a zamek kilkakrotnie szturmowali i zdobywali Rosjanie. Stabilizację służącą powrotowi do dawnych planów przyniósł paradoksalnie dopiero I rozbiór Polski. Łańcut znalazł się na terenie zaboru austriackiego. Lubomirscy złożyli wiernopoddańczą przysięgę cesarzowej Marii Teresie, co przyszło im tym łatwiej, że byli już dziedzicami książęcego tytułu nadanego ich poprzednikowi przez cesarza Ferdynanda.
Zamek z wolna przestawał być fortecą. Księżna Izabela dokonała teraz przebudowy wnętrz, z których część zachowała się w nie zmienionej postaci do dziś. Pracowali dla niej najwybitniejsi twórcy epoki stanisławowskiej m.in. Vincenzo Brenna, Szymon Zug, Jan Chrzciciel Kamsetzer, Jean-Francois Thomas, Józef Henny, Jan Grismeyer, Piotr Aigner oraz malarze Lucjan i Antoni Smuglewiczowie, Antonio Tombari i Domenico Masolatti. Kupowano wiele obrazów, rzeźb i mebli za granicą.
Izabela z Czartoryskich Lubomirska była po śmierci męża najbogatszą kobietą w Polsce. W 1778 r. odziedziczyła wielkie dobra po matce, a 4 lata później po ojcu, m.in. na Wołyniu i w woj. krakowskim oraz Wilanów, Bażanciarnię i pałac w Warszawie. Należało do niej 14 miast i 366 wsi.
Jej Łańcut był bezpieczną przystanią dla zwolenników Konstytucji 3 maja, m.in. pół roku przebywał tu Tadeusz Kościuszko. Księżna równocześnie udzielała azylu zwolennikom ancien regime’u z Francji wypędzonych przez rewolucję 14 lipca 1789 roku. Mieszkali u niej m.in. Ludwik hr. Prowansji, czyli późniejszy król Ludwik XVIII, książę Ludwik Antoni de Bourbon z żoną Marią Teresą (córką Ludwika XVI), Karolina królowa Sycylii, osobisty spowiednik królowej, Marii Antoniny, biskup Ludwik de Sabran oraz pisarka Mme Germaine de Staël.
W tym czasie łańcucki zamek stał się jednym z pięciu ważniejszych ośrodków kultury na ziemiach podzielonej Rzeczypospolitej. Zgodnie z ówczesną modą cała rodzina i jej goście bawili się w teatr i muzykowali. Pięcioosobowy zespół kameralny pod dyrekcją ucznia Josepha Haydna, Piotra Hensla koncertował trzy razy w tygodniu. Księżna miała też swojego nadwornego kompozytora, Marcello Bernardiniego. W łańcuckim theatrum miały m.in. premierę „Parady” Jana Potockiego.
Pod koniec życia majątek księżnej Lubomirskiej zaczął topnieć w wyniku licznych podziałów i darowizn na rzecz dzieci i krewnych.
Księżna Marszałkowa Izabela Lubomirska zmarła w Wiedniu w 1816 roku po 63 latach panowania na Łańcucie. Ponieważ jej zięć – słynny podróżnik, archeolog, historyk i pisarz, Jan Potocki, autor m.in. „Rękopisu znalezionego w Saragossie”, oraz „Parad” nie żył już od roku, sukcesorami spadku zostali dwaj wnukowie – Alfred i Artur Potoccy.
Kilka lat później (1820) ostatni wielki pożar strawił całą drewnianą zabudowę miasta.

## Okres V – ordynacja Potockich

### Alfred Potocki
Po podziale majątku Alfred Potocki otrzymał dobra łańcuckie oraz dobra lwowskie z pałacem w stolicy Galicji i ziemie na Podolu i ustanowił ordynację, w której rządy do jej likwidacji w lipcu 1939 roku sprawowali kolejno: on – jako Alfred I, Alfred II, Roman i ostatni, Alfred III.
Alfred Potocki (urodzony 4.03.1786, w Paryżu – zmarł 23.12.1862, Łańcut) pełnił wiele funkcji państwowych nadanych przez Wiedeń w tytularnym królestwie Galicji i Lodomerii. Jego największą zasługą dla Łańcuta było utworzenie ordynacji z zasadą niepodzielności, niezbywalności i nieobciążalności dóbr. Ich dziedzicem mógł być wyłącznie najstarszy syn ordynata. W przypadku wygaśnięcia zaś rodu połowa majątku miała być przeznaczona na wsparcie uczącej się młodzieży, a druga dla wojskowych w stanie spoczynku.
Alfred Potocki był ożeniony z piękną Józefiną Marią z Czartoryskich. Zarówno ta, jak i kolejne hrabiowskie pary dokonywały remontów i przebudów zamku i jego otoczenia. Po I ordynacie do naszych czasów dotrwały przede wszystkim park w angielskim stylu krajobrazowym oraz kryta ujeżdżalnia w stylu klasycystycznym.

### Alfred II Potocki
Kolejny ordynat, Alfred II Potocki (urodzony 29.07.1817, Łańcut – zmarł 18.05.1889, Paryż) ożenił się z Marią Klementyną z Sanguszków, dzięki czemu znacznie powiększył swój majątek o dobra na Wołyniu i Mazowszu. Pełnił m.in. funkcję ministra rolnictwa, premiera gabinetu królestwa Galicji i Lodomerii oraz namiestnika Galicji. Był wielkim faworytem cesarza Franciszka Józefa, który zwracał się do niego po imieniu. Zaszczytu tego dostąpili jedynie członkowie rodziny cesarskiej, obcy panujący oraz hrabia Eduard von Taaffe, przyjaciel z dzieciństwa.
Alfred II gościł kilkakrotnie Franza Josepha. Wiele razy podejmował też jego syna, arcyksięcia Rudolfa. Cesarz odznaczył go m.in. Orderem Złotego Runa. Niestety, pod koniec życia, które spędzał głównie we Lwowie i Wiedniu, zaniedbał zamek.

### Roman Potocki
Do jego renowacji i modernizacji przystąpił na przełomie wieków trzeci ordynat – Roman Potocki (urodzony 16.12.1852, Łańcut – zmarł 24.09.1915, Łańcut). Ożenił się najpierw z Izabelą z Potockich po matce Sapieżanką, dziedzicząc ogromne dobra na Podolu. A gdy ta po 4 miesiącach zmarła na serce, wziął za żonę Elżbietę Radziwiłłównę, córkę ordynata nieświeskiego i kleckiego, Antoniego i Marii Doroty margrabianki de Castellane. Ich ślub odbył się w Berlinie. Elżbieta była przyjaciółką cesarzowej Augusty. Cesarza Wilhelma I Hohenzollerna reprezentował jego syn Fryderyk Wilhelm z żoną Wiktorią, która była córką angielskiej królowej Wiktorii.
W ten sposób Roman Potocki stał się właścicielem największej fortuny w Galicji i zyskał powiązania ze wszystkimi niemal panującymi domami Europy.
Roman Potocki był też dzieckiem szczęścia. Dopisywało mu ono szczególnie w grze w karty. Doszło do tego, że po ograniu kilku znakomitości sam cesarz Franciszek Józef zabronił mu zasiadania za zielonym stolikiem. Ale ponoć w ten sposób zarobione środki inwestował m.in. w rozwój Łańcuta. Nie oszczędzał na wydatkach. Wzory czerpał z rezydencji najbogatszego człowieka w monarchii austro-węgierskiej, barona Nathaniela Rotschilda, a niektóre z cesarskiego pałacu Schönbrunn. Robotników zaś sprowadzał z Włoch, Wiednia, Francji. W Łańcucie założono łazienki i instalację wodociągową oraz kanalizację. Na przełomie wieków zamek został przebudowany i zyskał nową fasadę w stylu neobaroku francuskiego. Od 1906 roku zamek miał własną elektrownię, a później także telefony. Wreszcie po wielu innych modernizacjach i przebudowach w 1911 roku odnowiono i przebudowano teatr istniejący do dziś. Wokół zamku powstały: ogród włoski, ogród różany, palmiarnia i storczykarnia. Zbudowano także nową powozownię. Tuż przed I wojną światową rezydencja Potockich nie miała równych wśród innych rezydencji arystokracji polskiej.
Od początku przejęcia dóbr Potoccy rozpoczęli ożywioną działalność gospodarczą i budowlaną. Dzięki temu miasto od połowy XIX wieku zaczęło dźwigać się z marazmu. Uruchomiono browar, fabrykę likierów i rosolisów, rafinerie spirytusu, cukrownie, spichlerze, chmielarnie. Do rozwoju miasta w znacznym stopniu przyczyniła się również budowa linii kolejowej Kraków – Lwów. W 1910 roku w Łańcucie zamieszkiwało około 5,5 tys. mieszkańców, z czego 1/3 stanowiła ludność pochodzenia żydowskiego.

### Alfred III Potocki
Ostatnim, czwartym ordynatem był Alfred Antoni Potocki (ur. 14.06.1886, Łańcut, zm. 30.04.1958, Genewa). Za jego panowania zamek wzbogacił się o piękny kort tenisowy zbudowany na miejscu palmiarni, liczne trofea myśliwskie przywiezione z safari w Afryce, a przede wszystkim bogatą kolekcję dzieł sztuki odziedziczoną po Mikołaju Potockim z Paryża. Były to m.in. portrety rodzinne malowane przez Fragonarda, Lampiego i Scheffera, dwa cenne gobeliny z manufaktury w Aubusson z herbem Potockich, część zbiorów z dawnej biblioteki z Tulczyna, kilka bezcennych powozów, rokokowe saneczki Marii Antoniny oraz akcesoria końskie.
Alfred III Potocki był jednym z najlepiej wykształconych ludzi w Polsce. Uczył się w domu i Wiedniu, potem studiował w Oxfordzie i Lwowie. W czasie studiów w Oxfordzie bywał na wyścigach konnych w Ascot, potrafił wydawać jednorazowo pieniądze na zakup pięćdziesięciu koszul w najdroższych londyńskich domach towarowych. Miał niebywałą pozycję towarzyską w świecie. Był przyjmowany na audiencjach przez papieża Piusa X i cesarza Franciszka Józefa, tańczył na balach w pałacach książąt Schwarzenbergów i Fuerstenbergów w Wiedniu oraz w pałacu Buckingham w Londynie. Gościł w Łańcucie arcyksięcia Ferdynanda, grał w tenisa z Glorią Swanson, bywał na obiadach u króla Rumunii Karola, Douglasa Fairbanksa i Mary Pickford, odwiedzał prezydenta Roosevelta i gen. Pershinga, polował z Clemenceau i Pétainem, składał wizytę Dalaj Lamie.
Należał do ścisłego establishmentu II Rzeczypospolitej i często świadczył na jej rzecz usługi recepcyjne. To w jego zamku w Łańcucie organizowano bale dla korpusu dyplomatycznego, tenisowe turnieje i polowania. Podejmował też gości zagranicznych, m.in. króla rumuńskiego Ferdynanda I i królową Marię, Jerzego, księcia Kentu, czy ministra spraw zagranicznych III Rzeszy, Joachima Ribbentropa.
Zamek posiadał już w podziemiach luksusową łaźnię rzymską, saunę, wanny, urządzenia do elektroterapii, sale gimnastyczne. W łaźni znajdował się barek i była ona połączona z wyższymi kondygnacjami windą.
W dwudziestoleciu międzywojennym miasto znów popadło w zastój, wiodąc żywot prowincjonalnego miasteczka. Podczas dwóch wojen światowych Łańcut nie poniósł większych strat materialnych, natomiast duże straty w ludności, szczególnie żydowskiej.
W mieście stacjonował 10 Pułk Strzelców Konnych, który w 1937 r. wszedł w skład 10 Brygady Kawalerii pod dowództwem płk Stanisława Maczka. Jego obecność stabilizowała bezpieczeństwo właścicieli Łańcuta narażonych coraz częściej na ataki ze strony radykalizujących się organizacji chłopskich. W maju 1933 r. pułk i policja powstrzymały marsz na Łańcut, w którym wzięło udział ok. 10–12 tys. chłopów z okolicy.
Po przyłączeniu do ordynacji kluczy dóbr leżajskich i łąckich liczyła ona 3 miasta, 56 wsi i 28 folwarków i w chwili likwidacji w lipcu 1939 roku sytuowała się na 5. miejscu w Polsce.

## II wojna światowa
Hitlerowcy podczas okupacji nie prześladowali Alfreda III Potockiego. Nie dostarczał on im zresztą do tego powodów. Na zamku mieścił się sztab wojsk Wehrmachtu stacjonujących w okolicy. Zasługi byłego ordynata dla ruchu oporu nie były wielkie. Przyjął na służbę ok. 40 dodatkowych osób, prowadził także tzw. głodną kuchnię dla ok. 400 najbardziej potrzebujących osób.
W Łańcucie działały struktury jednostki organizacyjnej polskiego państwa podziemnego - Obwodu Łańcut ZWZ-AK.
Na 6 dni przed wkroczeniem Armii Czerwonej w 1944 roku, Potockiemu udało się uciec na Zachód. W 11 wagonach wywiózł około 600 skrzyń zabytkowych dóbr ruchomych. Niemcom najprawdopodobniej bardzo imponowały koneksje i rodzinne powiązania hrabiego (jego ojcem chrzestnym był cesarz niemiecki, Wilhelm I, a dzięki matce, Elżbiecie z Radziwiłłów, był spokrewniony z dwunastoma domami panującymi w Europie przed I wojną światową), toteż bez większych problemów pozwolili mu wywieźć z Łańcuta do Wiednia najcenniejsze zbiory z zamkowych wnętrz.
W ten sposób wyjechały, a po latach częściowo pojawiły się na aukcjach obrazy Belliniego, Bouchera, Carriery, Marii Cosway, Franciszka Franckena Starszego, Fragonarda, Lampiego, le Naina, Roberta, Sheffera, Fransa Snydersa, Stroyela, Elisabeth Vigée-Lebrun i Watteau oraz wiele bezcennych tkanin, w tym kobierce perskie i polskie, rzeźby Thorvaldsena i Teneraniego, cenne meble oraz zbiory porcelany, w tym serwis podarowany Janowi III Sobieskiemu przez cesarza Chin oraz złoty niellowany serwis do kawy należący niegdyś do Kara Mustafy. Potocki wywiózł również najcenniejsze książki, dokumenty i listy, a wśród nich stare pergaminy ruskie o ogromnej wartości oraz korespondencję księżnej Izabeli z Czartoryskich Lubomirskiej. Ostatecznie Potocki osiadł w Szwajcarii.

## Czasy współczesne
Wojska radzieckie stacjonowały na zamku tylko 1 dobę – wystarczyło to jednak, aby pozostawiły po sobie swoistą pamiątkę – nieusuwalne ślady po beczkach z piwem na zabytkowych parkietach. Dowódcy Armii Czerwonej i władze PKWN uznawali początkowo pełnomocnictwa przyznane przez Potockiego Juliuszowi Wiercińskiemu do opieki nad zamkiem. Zamek otwarto jako muzeum już we wrześniu 1944 r. Jego wnętrza wciąż przedstawiały się imponująco. Wiercińskiego po kilku tygodniach wyrzucono jednak z Łańcuta. Zamek zaczął stopniowo niszczeć. Część jego zbiorów przekazano do Głównego Archiwum Akt Dawnych, Gabinetu Rycin Uniwersytetu Warszawskiego, biblioteki Instytutu Sztuki PAN i Ossolineum oraz Muzeum Narodowego w Warszawie (kolekcja sztuki starożytnej). Pierwszą inwentaryzację zbiorów przeprowadzono dopiero w latach 1948–1950.
Po 1945 roku nastąpiło duże ożywienie uśpionego w okresie międzywojennym miasta. Wybudowano wodociągi, rozbudowano kanalizację, powstały nowe osiedla mieszkaniowe, rozbudowano i wybudowano nowe zakłady przemysłowe, obiekty kulturalne i oświatowe.
W 1964 roku w ścianę budynku przy pl. Sobieskiego 19 gdzie wówczas znajdowała się komenda milicji wmurowano tablicę pamiątkową ku czci 18 milicjantów, którzy polegli na służbie tuż po wojnie.
W 1969 roku na rynku miasta odsłonięto Pomnik Wdzięczności żołnierzom radzieckim, którzy zginęli przy wyzwalaniu Łańcuta.
W 1976 roku w stulecie istnienia Gminnej Szkoły Zbiorczej wmurowano tablicę pamiątkową ku czci jej ówczesnego patrona gen. Świerczewskiego.
Na przełomie XX i XXI w. Łańcut stał się małym miasteczkiem, które straciło na znaczeniu ze względu na konkurencję pobliskiego Rzeszowa, który jest ponadregionalnym ośrodkiem kultury, handlu i usług. W tym okresie nasila się migracja ludności do innych ośrodków.
Na tle innych magnackich rezydencji w Polsce zamek w Łańcucie wyróżnia się – mimo strat – bogactwem zbiorów i zachowanymi założeniami parkowo-pałacowymi, a więc ogrodami, budynkami mieszkalnymi i służebno-gospodarczymi. Oryginalne jest ich wyposażenie, w tym znakomita kolekcja pojazdów konnych wraz z akcesoriami. Do najcenniejszych dzieł sztuki należą m.in. „Autoportret Sofonisby Anguissoli” z 1556 r. i rzeźba dłuta Antonia Canovy przedstawiająca Henryka Lubomirskiego jako Amora. W Łańcucie znajduje się obecnie również największy w Polsce i najlepiej zachowany przykład biblioteki magnackiej (liczącej 22 tys. woluminów).
W 1981 r. Ministerstwo Kultury i Sztuki kupiło dla zamku w Galerii Heim w Londynie kilka portretów Potockich, a istniejąca od kilku lat Fundacja na rzecz Muzeum-Zamku w Łańcucie nabyła portret Alfreda I Potockiego pędzla Jana Tabińskiego.
Na terenie zamku powstała też kolekcja sztuki cerkiewnej oraz izba pamięci 10 Pułku Strzelców Konnych. Do obiektów objętych oddziaływaniem muzeum włączono również ufundowaną przez jednego z Lubomirskich synagogę ze zbiorami judaików.
Dział Edukacji Muzealnej prowadzi bogaty program zajęć warsztatowych w oparciu o zbiory muzeum dla szkół podstawowych, gimnazjów i szkół średnich. Można tu zamówić lekcje na wiele tematów, m.in. tematy biblijne i mitologiczne w malarstwie, judaizm – religia i sztuka, obyczaje i zwyczaje w dawnej Polsce, teatr dworski i tradycje żywych obrazów. Co do ostatniego tematu, to służą mu m.in. oryginalne dekoracje teatralne i scenograficzne projekty z przełomu XIX i XX w., unikatowe w skali polskiej.
W nawiązaniu do tradycji zapoczątkowanych przez księżnę Izabelę Lubomirską zamek prowadzi ożywioną działalność muzyczną. Od 1960 roku nieprzerwanie do dziś, zawsze w maju, organizowana jest impreza, która nosiła pierwotnie nazwę Dni Muzyki Kameralnej. W 1981 roku przekształcono ją w Festiwal Muzyki, którego dyrektorem artystycznym został Bogusław Kaczyński. Festiwal jest jedną z najważniejszych imprez muzyki poważnej w kraju.
Od 1975 roku organizowane są tu również mistrzowskie kursy interpretacji muzycznej.
W zamku tym kręcono także sceny polskiego filmu fabularnego w stylu retro Trędowata z 1976 r. na podstawie powieści Heleny Mniszkówny. Była to trzecia ekranizacja tej książki w reżyserii Jerzego Hoffmana, a kompozytorem muzyki był Wojciech Kilar. Wnętrza pałacu zostały korzystnie wyeksponowane przez operatora filmu Stanisława Lotha.
Zamek pełni również funkcje reprezentacyjne i służebne wobec instytucji państwowych. W 1996 roku odbyło się tu spotkanie 9 prezydentów państw Europy Środkowej. Dość często odbywają się w nim również sympozja naukowe.
Osobom fizycznym i instytucjom prywatnym pomieszczeń zamkowych nie udostępnia się. Wyjątek uczyniono jedynie dwa razy – dla potomków byłych właścicieli. W zamku odbyły się uroczystości ślubne Stanisława Potockiego i Rosy Larco de la Fuente oraz część uroczystości pogrzebowych związanych ze sprowadzeniem do Polski prochów śp. Elżbiety z Radziwiłłów Potockiej, jej synów Alfreda i Jerzego oraz jego żony Izabeli.
W roku 2008 do użytku oddano zrewitalizowaną Storczykarnię z 1904.